# Kökény Róbert
Kökény Róbert (Jászberény, 1969 –) magyarországi cigány festőművész. Felesége Nagy Ibolya festőművész.

## Életútja, munkássága
Általános és középiskolai tanulmányait Jászberényben végezte, a gimnáziumi érettségi után azonban továbbtanulni nem tudott, mert a szülők anyagi helyzete ezt nem engedte meg. Ambíciói pedig voltak, nagyon szeretett rajzolni, festeni, már kisiskolás korától kezdve számos képzőművészeti könyvet kölcsönzött a helyi könyvtárból, és azokból másolt. Időközben elkezdte az olajfestést, mely ma is kedvenc technikája. Erőssége a portréfestés, és nemcsak a külsőségeket ragadja meg, hanem sikeresen törekszik a karakterábrázolásra. A portrék mellett szívesen fest tájképeket, csendéleteket is, egyre több képét vásárolják meg. 1996-ban a budapesti Cigány Ház meghívta a balatonszemesi alkotótáborba, a továbbiakban szakmai kapcsolatot ápol a cigány művészekkel, és részt vesz csoportos kiállításaikon. Megrendelésre is dolgozik, fest egészen nagy méretű képeket is. 1987 óta kiállító művész, csak 1994-2000 közt nem állított ki, mert nem tartotta fontosnak. A 2009-es Cigány festészet című reprezentatív albumban megjelentették életrajzát és 22 portréfestményét, 1 csendéletét, 1 szakrális - és 4 szimbolikus képét, összesen 28 festményének reprodukcióját, ezek közt portrésorozatok is vannak, például a feleségéről, Ibolyáról festett 6 kép. Tudatosan is egy cigány művészeti arcképcsarnokká állnak össze a cigány művészekről festett arcképei.

## A 2009-es Cigány festészet című albumba beválogatott képei

### Portrék
- Lesz, ahogy lesz (olaj, vászon, 100x100 cm, 2005)
- Csipás (olaj, vászon, 40x60 cm, 2005)
- Roma festők portréi : négy művész arcképe (olaj, farost, 2006-2007)
- Roma festők portréi : újabb négy művész arcképe (olaj, farost, 2006-2007)
- Roma festők portréi : újabb hat művész arcképe (olaj, farost, 2006-2007)
- Feleségem, Ibolya : hat képből álló arcképsorozat (olaj, farost, 2007-2009)

### Csendélet
- Csendélet tányérral II. (olaj, vászon, 53x63 cm)

### Szakrális kép
- Ádám és Éva (olaj, farost, 60x80 cm, 1997)

### Szimbolikus alkotások
- Gondolat (olaj, farost, 80x60 cm, 1997)
- A táltos (olaj, farost, 138x107 cm, 2004)
- Átjáró (olaj, farost, 62x100 cm, 2005)[1]

## Kiállításai (válogatás)

### Egyéni
- 1987 • Jánoshida
- 1990 • Szolnok
- 2000-2004 • Budapest • Eger • Nyíregyháza
- 2005 • Muro drom (=Utam), Balázs János Galéria, Budapest

### Csoportos
- 2005 • Nőábrázolás a roma képzőművészetben, Balázs János Galéria, Budapest
- 2007 • Mi arcunk (portrékiállítás), Balázs János Galéria, Budapest
- 2009 • Köztetek, Balázs János Galéria, Budapest.
- 2007 • Az emlékezés színes álmai : vándorkiállítás, Peking • Magyar Nemzeti Galéria, Budapest
- 2008, 2009 • Az emlékezés színes álmai, vándorkiállítás, Szolnok • Eger • Pécs • Salgótarján • Miskolc • Szekszárd